# Primera División 1951 (Chili)
In 1950 werd het achttiende seizoen gespeeld van de Primera División, de hoogste voetbalklasse van Chili. Unión Española werd kampioen. 
De competitie werd in twee fases gespeeld. Na de eerste fase speelde de top zes opnieuw tegen elkaar in de kampioenenliga voor de titel. De laatste zes deden hetzelfde voor de degradatie. De punten van fase 1 en 2 werden opgeteld. 

## Eindstand

### Fase 1
| Plaats | Club                 | Wed. | W  | G | V  | Saldo | Ptn. |
| ------ | -------------------- | ---- | -- | - | -- | ----- | ---- |
| 1      | Audax Italiano       | 22   | 13 | 4 | 5  | 44:29 | 30   |
| 2      | Everton              | 22   | 12 | 5 | 5  | 54:36 | 29   |
| 3      | Colo-Colo            | 22   | 11 | 6 | 5  | 45:35 | 28   |
| 4      | Unión Española       | 22   | 11 | 5 | 6  | 53:44 | 27   |
| 5      | Santiago Morning     | 22   | 11 | 4 | 7  | 50:30 | 26   |
| 6      | Universidad de Chile | 22   | 8  | 9 | 5  | 33:32 | 25   |
| 7      | Universidad Católica | 22   | 9  | 6 | 7  | 46:34 | 24   |
| 8      | Deportivo Iberia     | 22   | 9  | 2 | 11 | 44:43 | 20   |
| 9      | Santiago Wanderers   | 22   | 6  | 6 | 10 | 35:39 | 18   |
| 10     | Magallanes           | 22   | 5  | 5 | 12 | 37:57 | 15   |
| 11     | Ferrobádminton       | 22   | 4  | 3 | 15 | 33:65 | 11   |
| 12     | Green Cross          | 22   | 4  | 3 | 15 | 30:60 | 11   |

|  | Gekwalificeerd |

### Kampioenengroep
| Plaats | Club                 | Wed. | W | G | V | Saldo | Ptn. |
| ------ | -------------------- | ---- | - | - | - | ----- | ---- |
| 1      | Unión Española       | 5    | 4 | 1 | 0 | 19:10 | 9    |
| 2      | Audax Italiano       | 5    | 3 | 0 | 2 | 11:13 | 6    |
| 3      | Universidad de Chile | 5    | 2 | 1 | 2 | 5:6   | 5    |
| 4      | Colo-Colo            | 5    | 2 | 0 | 3 | 7:7   | 4    |
| 5      | Santiago Morning     | 5    | 2 | 0 | 3 | 11:12 | 4    |
| 6      | Everton              | 5    | 1 | 0 | 4 | 9:14  | 2    |

#### Totaalstand
| Plaats | Club                 | Wed. | W  | G  | V  | Saldo | Ptn. |
| ------ | -------------------- | ---- | -- | -- | -- | ----- | ---- |
| 1      | Unión Española       | 27   | 15 | 6  | 6  | 72:54 | 36   |
| 2      | Audax Italiano       | 27   | 16 | 4  | 7  | 55:42 | 36   |
| 3      | Colo-Colo            | 27   | 13 | 6  | 8  | 52:42 | 32   |
| 4      | Everton              | 27   | 13 | 5  | 9  | 63:50 | 31   |
| 5      | Santiago Morning     | 27   | 13 | 4  | 10 | 61:42 | 30   |
| 6      | Universidad de Chile | 27   | 10 | 10 | 7  | 3838  | 30   |

|  | Finale titel |

#### Finale
|                  |                 |       |                |  |
| 13 december 1951 | Unión Española  | 1 – 0 | Audax Italiano |  |
| 13 december 1951 | Mario Lorca 74' |       |                |  |

### Degradatieliga
| Plaats | Club                 | Wed. | W | G | V | Saldo | Ptn. |
| ------ | -------------------- | ---- | - | - | - | ----- | ---- |
| 1      | Green Cross          | 5    | 4 | 0 | 1 | 13:7  | 8    |
| 2      | Magallanes           | 5    | 3 | 1 | 1 | 11:8  | 7    |
| 3      | Santiago Wanderers   | 5    | 2 | 2 | 1 | 7:7   | 6    |
| 4      | Ferrobádminton       | 5    | 2 | 0 | 3 | 11:13 | 4    |
| 5      | Iberia               | 5    | 1 | 1 | 3 | 12:14 | 3    |
| 6      | Universidad Católica | 5    | 1 | 0 | 4 | 13:18 | 2    |

#### Totaalstand
Ferrobádminton degradeerde uiteindelijk niet omdat er een regel was dat clubs die in 1933 bij de oprichting van de competitie speelden niet konden degraderen.
| Plaats | Club                 | Wed. | W  | G | V  | Saldo | Ptn. |
| ------ | -------------------- | ---- | -- | - | -- | ----- | ---- |
| 7      | Universidad Católica | 27   | 10 | 6 | 11 | 59:52 | 26   |
| 8      | Santiago Wanderers   | 27   | 8  | 8 | 11 | 42:46 | 24   |
| 9      | Iberia               | 27   | 10 | 3 | 14 | 56:57 | 23   |
| 10     | Magallanes           | 27   | 8  | 6 | 13 | 48:65 | 22   |
| 11     | Green Cross          | 27   | 8  | 3 | 16 | 43:67 | 19   |
| 12     | Ferrobádminton       | 27   | 6  | 3 | 18 | 44:78 | 15   |